# Lymantria kolthoffi
Lymantria kolthoffi är en fjärilsart som beskrevs av Felix Bryk 1949. Lymantria kolthoffi ingår i släktet Lymantria och familjen tofsspinnare. Inga underarter finns listade i Catalogue of Life.